# Wladislaw Bialasik
Wladislaw Bialasik, né le 21 juillet 1921 à Oberhausen en Allemagne, est un footballeur français. Il évolue au poste de milieu de terrain.

## Carrière
Wladislaw Bialasik commence sa carrière de footballeur avec le FC Nancy en 1946. Il y joue jusqu'en 1947. Il évolue par la suite dans deux autres clubs de Division 1 (Cannes et Toulouse), sans jamais y rester plus d'une saison. 
Ensuite, il s'installe pour trois ans dans la principauté de Monaco en jouant avec l'équipe monégasque, qui dispute à cette époque le championnat de Division 2. Son transfert est évalué a 1,3 million de francs. Il prend sa retraite en 1952.
De 1948 à 1952, il dispute 25 matchs en Division 1 et 38 matchs en Division 2.